# 3 나잇 인 더 데저트
《3 나잇 인 더 데저트》(영어: 3 Nights in the Desert)는 미국에서 제작된 게이브리얼 카원 감독의 2014년 드라마 영화이다. 앰버 탬블린 등이 출연하였다.
이 영화는 2014년 1월 4일 팜스프링스 국제 영화제에서 전 세계 최초로 상영되었으며, 이후 2014년 10월 트윈 시티스 영화제에서 상영되었다. 이 영화는 2015년 초에 제한적으로 개봉되었다.

## 출연
- 앰버 탬블린
- 웨스 벤틀리
- 빈센트 피아자